# Petrogale concinna
Petrogale concinna é uma espécie de marsupial da família Macropodidae. Endêmica da Austrália.